# Darren Low
Pour les articles homonymes, voir Low.
Darren Low, né le 14 juillet 1988, est un coureur cycliste singapourien, professionnel entre 2012 à 2015.

## Biographie
Darren Low naît à Singapour le 14 juillet 1988. Il est en 2012 membre de l'équipe OCBC Singapore Continental. En 2014, il entre dans l'équipe Shimano Racing.

## Palmarès
- 2010[1]
  -  Champion de Singapour du contre-la-montre
  - 2e du championnat de Singapour sur route
- 2011
  -  Champion de Singapour du contre-la-montre
  -  Médaillé d'argent de la course en ligne aux Jeux d'Asie du Sud-Est
- 2012
  -  Champion de Singapour sur route
  - 3e du championnat de Singapour du contre-la-montre
- 2015
  - 3e du championnat de Singapour du contre-la-montre
- 2016
  - 3e du championnat de Singapour du contre-la-montre

## Classements mondiaux
| Année         | 2012 | 2013 | 2014 | 2015 | 2016 |
| ------------- | ---- | ---- | ---- | ---- | ---- |
| UCI Asia Tour | 70e  |      |      |      | 433e |